# Oněga (město)
Oněga (rusky Оне́га) je město v Archangelské oblasti v Ruské federaci. Při sčítání lidu v roce 2010 mělo přes jednadvacet tisíc obyvatel.

## Poloha
Oněga leží na pravém, severovýchodním břehu stejnojmenné řeky, jen několik kilometrů jihovýchodně od břehu Oněžského zálivu Bílého moře, do kterého se řeka vlévá.
Většina města se nachází na pravém břehu řeky Oněgy (která je zde široká 800 - 1 000 metrů). Město se táhne 7 km podél řeky. 
Od Archangelsku, správního střediska celé oblasti, je Oněga vzdálena zhruba 140 kilometrů na jihozápad.

## Dějiny
V listě novgorodského knížete Svjatoslava Olgoviče vydaném v roce 1137 v Katedrále sv. Sofie se vyjmenovávají osady, které musí platit poplatky ve prospěch novgorodské diecéze. Mezi těmito osadami je popsána jedna pomorská vesnice "na moři". Někteří historikové tuto osadu ztotožňují s dnešní Oněgou a pokládají to za nejstarší zmínku o městě. Jiní historici ztotožňují osadu "na moři" s Ňonoksou.
Další písemný zápis o Oněze je ze 14. století, a je zde nazývána jako Ust-Oněga (Усть-Оне́га). V 16. století se osada již několikrát zmiňuje v různých ruských listinách, v souvislosti s vypleněním polsko-litevskými vojsky.
Roku 1699 se Ust-Oněga stala jedním ze čtyř přístavů, kde měla Moskevská společnost monopol na obchod mezi Anglií a Ruskem.
Ruský státník Pjotr Ivanovič Šuvalov udělil v 50. letech 18. století anglickým podnikatelům právo kácet v Oněze a jejím okolí stromy a postavit pily na zpracování dřeva. Díky tomuto povolení se osada rychle rozrůstala a 4. srpna 1780 byla povýšena na město. Roku 1784 se stala správním střediskem Oněžského újezdu.
V roce 1918 byla krátce Oněga dobyta britskými interventy. Na památku bojů je ve městě vztyčena pamětní stéla.
Od rozpadu SSSR se Oněga potýká s odlivem obyvatel. V roce 1989 žilo ve městě 26 tisíc obyvatel, v roce 2020 jich bylo již jen 18 tisíc.